# متلازمة رضفية تناسلية
المتلازمة الرضفية التناسلية اضطراب نادر يشمل تقلصات انثنائية خلقية في الأطراف السفلية، ورضفة غير طبيعية أو غائبة، وشذوذات في الجهاز البولي التناسلي. تشمل الأعراض الإضافية صغر الرأس وعجز حركي نفسي شديد. في عام 2012، تبين أن الطفرات في الجين كاي إيه تي 6 بي تسبب المتلازمة. يمكن أن تحدث المتلازمة الرضفية التناسلية بسبب طفرة متغايرة الزيجوت في جين كاي إيه تي 6 بي على الذراع الطويلة للكروموسوم 10 في المنطقة 2 والعصابة 2. يمكن أيضًا لمتغير ساي-باربر-بيسيكر في متلازمة أودو، والتي تتداخل مظاهرها مع المتلازمة الرضفية التناسلية، أن يحدث نتيجة طفرة متغايرة الزيجوت في جين كاي إيه تي 6 بي.

## العلامات والأعراض
تتميز المتلازمة الرضفية التناسلية بوجود تشوهات في الأعضاء التناسلية وغياب الركبة (الرضفة) أو تراجع نموها والإعاقة الذهنية والتشوهات التي تؤثر على أجزاء أخرى من الجسم. ترتبط المتلازمة أيضًا بتأخر النمو والإعاقة الذهنية، والتي غالبًا ما تكون شديدة. قد يملك المصابون رأسًا صغيرً بشكل غير عادي (صغر الرأس) ويعانون من تشوهات بنيوية في الدماغ، بما في ذلك انعدام تكون الجسم الثفني.
تشمل السمات الرئيسية:
- نقص تنسج/انعدام تكون الرضفة
- تقلصات انثنائية في الوركين والركبتين
- انعدام تكون الجسم الثفني مع صغر الرأس
- موه الكلية و/أو كيسات كلوية متعددة
- عيب الحاجز الأذيني
- سوء الدوران المعوي
- الحنف القفدي الفحجي الخلقي (بما في ذلك حنف القدم)
- صعوبات في التغذية[3]

قد تشمل السمات الأخرى:
- تشوهات الأسنان (تأخر بزوغ الأسنان)
- فقدان حاسة السمع
- اضطرابات في الغدة الدرقية
- شذوذات شرجية
- نقص التوتر
- تأخر النمو العام/إعاقة ذهنية

## السبب
تنتقل المتلازمة الرضفية التناسلية بوراثة جسمية سائدة. تحدث الطفرة المسؤولة عن المتلازمة في جين كاي إيه تي 6 بي. يقع هذا الجين على الكروموسوم 10 (الذراع الطويلة للكروموسوم 10 في المنطقة 2 والعصابة 2 وتحت العصابة 2).
ينتج جين كاي إيه تي 6 بي إنزيمًا يسمى هستون أسيتيل ترانسفيراز، يعمل على تنظيم وصنع الهستونات، وهي بروتينات ترتبط بالحمض النووي الريبوزي منقوص الأكسجين (الدنا) وتعطي الكروموسومات شكلها. تعد وظيفة هستون أسيتيل ترانسفيراز، الذي ينتجه جين كاي إيه تي 6 بي، غير معروفة، ولكنه يُعتبر بمثابة عامل منظم للنمو المبكر. لا يُعرف الكثير عن آلية إحداث الطفرة في جين كاي إيه تي 6 بي لهذه المتلازمة، لكن الباحثين يشتبهون في أن الطفرات تحدث بالقرب من نهاية جين كاي إيه تي 6 بي وتسبب إنتاج إنزيم أسيتيل ترانسفيراز قصير. يغير الإنزيم القصير من تنظيم الجينات الأخرى. من ناحية أخرى، ما تزال الطفرة في جين كاي إيه تي 6 بي التي تؤدي إلى السمات المحددة للمتلازمة الرضفية التناسلية غير مُحددة.

## التشخيص
رغم أن معايير التشخيص السريري لم تُحدد بنسبة 100% للمتلازمة الرضفية التناسلية، ذكر باحثون أن بعض السمات الفسيولوجية قد ترتبط بطفرة في جين كاي إيه تي 6 بي وتتطلب اختبارات جينية جزيئية. ذكر الباحثون أن الأفراد الذين لديهم سمتين رئيسيتين أو سمة رئيسية واحدة وسمتين ثانويتين، يُحتمل أن يكون لديهم طفرة في جين كاي إيه تي 6 بي. توجد طرق متعددة للتقييم لتشخيص المتلازمة الرضفية التناسلية. الطريقة الأساسية لتشخيص المتلازمة الرضفية التناسلية هي الاختبارات الجينية الجزيئية.
- التقييم من قبل أخصائي تنموي
- تقييم التغذية
- تقييم السمع الأساسي
- اختبارات وظائف الغدة الدرقية
- فحص الخصية الهاجرة لدى الذكور
- تقييم العظام لوجود التقفعات أو خلل توضع القدمين/الكاحلين
- تصوير الورك بالأشعة السينية لتقييم خلع رأس الفخذ
- فحص الكلى بالأمواج فوق الصوتية للكشف عن موه الكلية والتكيسات
- تخطيط صدى القلب لكشف عيوب القلب الخلقية
- فحص تلين الحنجرة في حالة وجود مشاكل تنفسية
- التقييم من قبل أخصائي أمراض الجهاز الهضمي حسب الحاجة، خاصةً عند الاشتباه بسوء الدوران المعوي[11]

## العلاج
لا يوجد علاج للمتلازمة الرضفية التناسلية. مع ذلك، هناك علاجات للأعراض المختلفة. بالنسبة للأعراض التنموية، قد يساعد كل من التدخل التوعوي وعلاج النطق في مرحلة الطفولة في تقليل المخاطر المرتفعة المتمثلة بالتأخر الحركي والإدراكي والنطقي واللغوي. بالنسبة للمظاهر الهيكلية، يجب الإحالة إلى أخصائي تقويم العظام للنظر في الإصلاح الجراحي للتقفعات. بالإضافة إلى ذلك، قد تساعد الإحالة المبكرة إلى العلاج الطبيعي في تحسين حركة المفاصل. أخيرًا، قد يساعد استبدال هرمون الغدة الدرقية في علاج الخلل الوظيفي في الغدة الدرقية.

## التاريخ
في عام 1988، أبلغ غوبالت وآخرون عن طفل، يبلغ من العمر 4 سنوات، مصاب بنقص تنسج الرضفة وتأخر عقلي ونقص تنسج الصفن وتشوهات هيكلية وشذوذات كلوية وتسطح جسر الأنف وقصر القامة. في وقت لاحق في عام 2000، أبلغ كورميير-دير وآخرون عن سبعة مرضى يعانون من شذوذات في الأعضاء التناسلية (نقص تنسج الصفن والخصية الهاجرة لدى الأولاد وتضخم البظر عند الفتيات) وتشوه الوجه وشذوذات كلوية وغياب الرضفة، وتخلف عقلي شديد لدى الناجيين الوحيدين. تُعرف الحالة حاليًا باسم المتلازمة الرضفية التناسلية.